# Richard Doyle
Richard ”Dickie” Doyle, född den 18 september 1824 i London, död den 11 december 1883 i London, var en engelsk noterbar illustratör av viktorianska eran, känd som skämttecknare, bokillustratör och akvarellmålare.

## Biografi
Doyles var ett av sju barn till den irländske tecknaren John Doyle, en känd politisk karikatyrtecknare. Två av hans bröder James och Charles var också konstnärer.
Den unge Doyle hade ingen formell konstutbildning annat än från sin fars studio, men redan i tidig ålder visade han en begåvad förmåga att skildra scener av det fantastiska och groteska. Under hela sitt liv var han fascinerad av sagor. Han producerade sin första kompletta illustrerad bok, Home for the Holidays , när han var 12 år, den publicerades postumt 1887.

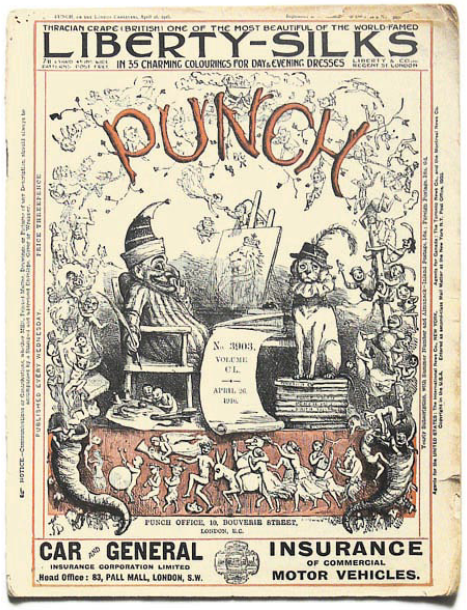
Omslagssida till Punch utförd av Doyle

Doyle blev medarbetare i tidningen Punch 1843 som 19-åring. Han stannade där i sju år och i sin produktion där ironiserade han på ett älskvärt sätt över den viktorianska moralen i England.
Han var farbror till Sir Arthur Conan Doyle , författare till Sherlock Holmes berättelser.